# Paranoid (singolo Black Sabbath)
Paranoid è un singolo dei Black Sabbath, il secondo estratto dall'omonimo album del 1970.
Inizialmente, secondo le intenzioni della band, la canzone doveva essere soltanto un brano "tappabuchi" che venne registrato come riempitivo durante l'ultima seduta di registrazione in studio per l'album in uscita. Poi però, Paranoid acquistò sempre maggiore successo e popolarità ed è ancora oggi considerata una delle canzoni più importanti e influenti nella storia dell'heavy metal, indissolubilmente associata ai Black Sabbath e alla figura di Ozzy Osbourne (che anche dopo l'uscita dal gruppo continuò per tutta la carriera successiva ad eseguire il brano in concerto).
Nel 2004, la rivista statunitense Rolling Stone ha posizionato Paranoid alla posizione numero 253 nella loro lista delle migliori 500 canzoni di sempre.

## Descrizione
Basata su un semplice riff di chitarra in Mi-Re con una chiusura in Sol-Re-Mi, la canzone, una travolgente e adrenalinica cavalcata dalle sonorità hard rock/metal, ha un testo dove affiorano i temi della sociopatia e della devianza mentale che resero l'immagine della band oscura e minacciosa insieme ad altri brani classici iniziali come Black Sabbath, N.I.B. e War Pigs.
La canzone venne registrata negli Island Studios di Londra, come ultimo brano per l'album in uscita Paranoid, che si intitolò così proprio in virtù della composizione del brano in questione, mentre in precedenza doveva intitolarsi War Pigs come infatti la copertina del disco lascerebbe intendere.
A proposito della stesura di Paranoid, il cui titolo originario di lavorazione era The Paranoid, Tony Iommi affermò:
(Tony Iommi)
Bill Ward aggiunse in proposito:
(Bill Ward)
Inizialmente la band non era convinta delle reali potenzialità del brano, e fu il produttore Rodger Bain a convincerli di non scartarla.

## Tracce
Vinile 7" (Vertigo 6059 010)
1. Paranoid – 2:45
2. The Wizard – 4:20

Vinile 7" (Vertigo 6059 014)
1. Paranoid – 2:50
2. Rat Salad – 2:30

Vinile 7" (Vertigo AS 109)
1. Paranoid – 2:50
2. Happy Being Me – 15:54

Vinile 7" (Immediate 103 466)
1. Paranoid – 2:50
2. Evil Woman – 3:25

Vinile 7" (Nems SRS 510.044)
1. Paranoid – 2:50
2. Tomorrow's Dream – 3:11

Vinile 7" (Spiegelei INT 110.604)
1. Paranoid – 2:50
2. Snowblind – 5:25

## Classifiche
| Classifica (1970-72) | Posizione massima |
| -------------------- | ----------------- |
| Austria              | 3                 |
| Germania             | 1                 |
| Italia               | 9                 |
| Norvegia             | 6                 |
| Paesi Bassi          | 2                 |
| Regno Unito          | 4                 |
| Stati Uniti          | 61                |
| Svizzera             | 2                 |

## Cover

### Singolo di Ozzy Osbourne
Ozzy Osbourne pubblicò una sua versione dal vivo del brano come secondo singolo estratto dal suo primo album dal vivo da solista, Speak of the Devil  (Talk of the Devil per il mercato britannico), per il mercato internazionale, mentre la sua versione di Symptom of the Universe (sempre originariamente dei Black Sabbath) venne pubblicata come singolo per il mercato britannico. Il cantante britannico continuerà a includere il brano nel suo repertorio dal vivo per tutto il resto della carriera, rendendolo un punto fisso della sua scaletta.

#### Tracce
Vinile 7" (Jet 810)
1. Paranoid (Live) – 3:08
2. Symptom of the Universe (Live) – 5:19

Vinile 7" (Jet ZS403534, Jet JS027)
1. Paranoid (Live) – 3:08
2. Never Say Die (Live) – 4:39

#### Formazione
- Ozzy Osbourne - voce
- Brad Gillis - chitarra
- Rudy Sarzo - basso
- Tommy Aldridge - batteria

### Altre cover
- I Cindy & Bert registrarono una versione in tedesco in Der Hund von Baskerville nel 1971;
- I Megadeth per l'album tributo ai Black Sabbath Nativity in Black;
- The Dickies sul loro album The Incredible Shrinking Dickies;
- The Dillinger Escape Plan come traccia bonus nella ristampa dell'EP Under the Running Board;
- New Clear Sky sul loro album Newer, Clearer...;
- Avenged Sevenfold nell'album tributo Covered, A Revolution in Sound;
- Hellsongs sul loro EP di debutto Lounge[13] e di nuovo su Hymns in the Key of 666;[14]
- I Type O Negative nell'EP Origin Of The Feces. La canzone è stata reinterpretata ed eseguita con un tempo decisamente più lento con l'aggiunta del riff di Iron Man nel bridge;
- The Clay People nell'album tributo ai Sabbath Tribute To Black Sabbath: Eternal Masters;[15]
- 3rd Strike sull'album Lost Angel;
- La band russa Мастер sull'album Talk of the Devil;
- Mystic Prophecy come bonus track sull'album Satanic Curses;
- Gus Black sul disco Uncivilized Love;
- George Lynch nell'album Guitar Slinger (con il cantante dei Mötley Crüe Vince Neil);[16]
- Adam Parfrey sull'album A Sordid Evening of Sonic Sorrows.[17]
- Rob Lamothe nell'album Above the Wing is Heaven;
- I Green Day dal vivo durante il 21st Century Breakdown World Tour;
- I Big Country su CD singolo in edizione limitata;
- I Queens of the Stone Age dal vivo durante VH1 Rock Honors in 2007;
- Crescencio Salgado nel disco Hell Rules: A Tribute to Black Sabbath del 1999;[18]
- Gli Angel Witch suonavano il brano in concerto durante gli anni ottanta;
- I Metallica dal vivo al 25º anniversario della Rock and Roll Hall of Fame nel 2009, con Osbourne alla voce. Questa versione è stata poi inclusa nel videogioco Guitar Hero: Warriors of Rock.

## Riconoscimenti
| Pubblicazione              | Paese                  | Riconoscimento                                                       | Anno | Posizione |
| -------------------------- | ---------------------- | -------------------------------------------------------------------- | ---- | --------- |
| Spin                       | Stati Uniti (bandiera) | 100 Greatest Singles of All Time                                     | 1989 | 81        |
| Q                          | Regno Unito (bandiera) | 1010 Songs You Must Own!                                             | 2004 | ----      |
| VH1                        | Stati Uniti (bandiera) | 40 Greatest Metal Song                                               | 2006 | 34        |
| VH1                        | Stati Uniti (bandiera) | 100 Greatest Hard Rock Songs                                         | 2008 | 4         |
| Q                          | Regno Unito (bandiera) | 100 Greatest Songs of All Time                                       | 2006 | 100       |
| Rolling Stone              | Stati Uniti (bandiera) | The 500 Greatest Songs of All Time                                   | 2004 | 253       |
| Rock and Roll Hall of Fame | Stati Uniti (bandiera) | The Rock and Roll Hall of Fame's 500 Songs that Shaped Rock and Roll | 1994 | ----      |